# Juniperus (geslacht)
Juniperus is  een geslacht van coniferen. Het geslacht telt vijftig à zestig soorten, die voornamelijk voorkomen in de gematigde streken van het noordelijk halfrond, maar waarvan een aantal soorten voorkomt in bergen elders. De jeneverbes (Juniperus communis) komt van nature in de Benelux in het wild voor, met name in duingebieden en op stuifzandgronden. In tuinen zijn jeneverbessen vooral populair als solitair.

## Naam
De Duitse naam Wacholder (van Oudhoogduits wechalter, Middelhoogduits wëcholtër) heeft verschillende etymologische interpretaties ondergaan. Wat zeker is, is dat het deel ‘-der’ de reflex is van de Indo-Europese boomaanduiding zoals die voorkomt bij vlier, affolter (appelboom), sering, heister en andere. Het eerste deel is onzeker. Hierbij wordt óf een verband met het groeien verondersteld, met verwijzing naar de groenblijvende boom, óf met het wikkelen, na een (speculatief) gebruik voor het binden of voor ritueel gebruikte jeneverbesboeketten. De incidentele interpretatie als bewaker is echter waarschijnlijk een volksetymologie. In Nederduits staat de jeneverbes ook wel bekend als de amandelboom. Hieruit is de naam Machangelstrauch (of gewoon Machangel) ontstaan als een ondergeschikte vorm. Deze term komt voornamelijk voor in Grimms sprookjes en sommige gedichten. De term Machangel komt meerdere keren voor in het verhaal Der Wehrwolf van Hermann Löns. De botanische naam is ook niet met zekerheid geïnterpreteerd. De lezing wordt geprefereerd als het Latijnse * iūni-perus van de oudere * iuveni-paros in de betekenis "(te) vroeg bevallen, afbreken" na het gebruik van Juniperus sabina.
De naam Juniper, die tegenwoordig zelden voorkomt en die als voor- en achternaam bestaat, is afgeleid van Juniperus. In Duitsland is de term "Spurk" voor jeneverbes te vinden in Oudhoogduitse glossen, voornamelijk uit de 10e eeuw van de naamvormen die zijn ontwikkeld door Spohra/Spurcha. In onder meer Oostenrijk en delen van Beieren is de jeneverbes bekend onder de naam Kranewitt, die via mhd. Kranewite teruggaat tot ahd. Kranawitu, chranawita, wat kraanhout betekent. De synoniem Krammet heeft dezelfde oorsprong. De familienamen Kranewitter, Kranebitter, Kronawitter, Kranevitter en Granovetter zijn afgeleid van de naam Kranewitt. De jeneverbesjenever is daarom in Oostenrijk bekend als Kranewitter.

## Kenmerken

### Vegetatieve kenmerken
Jeneverbessoorten zijn groenblijvende struiken of bomen. Het grootste exemplaar is een Syrische jeneverbes (Juniperus drupacea) in Turkije met een hoogte van 40 meter. Het hout heeft een smal spinthout en een roodbruine kern en ruikt vaak aromatisch. De takken zijn rond of vier- tot zesvleugelig. De bladeren zijn over het algemeen kort en dicht bij de takken. Ze zijn naaldvormig als ze jong zijn, later schilferig of naaldvormig. De bladeren zijn gerangschikt in tegenovergestelde paren in vier rijen of in afwisselende kransen in drie tot zes rijen of zelden in kransen met vier tot acht rijen op de takken. De zaailingen hebben twee tot acht zaadlobben.

### Generatieve kenmerken
De soorten die tot de kale zaadplanten behoren, zijn meestal tweehuizig, zelden eenhuizig gescheiden geslachten. De mannelijke kegels hebben drie tot vier paar of trio's sporofyllen. Elke sporofyl heeft twee tot acht stuifmeelzakjes. De besvormige vrouwtjeskegels, ook wel bessen genoemd, zijn eivormig tot bolvormig met een diameter van 0,3 tot 2 centimeter. Ze hebben een tot twee jaar nodig om te rijpen, blijven gesloten en worden blauwachtig. De meestal dikke, vlezige kegelschubben zijn versmolten van deksel en zaadschalen en hebben een tot drie zaden. De gevleugelde zaden met harde dop zijn rond tot hoekig. De besvormige kegels worden door vogels heel doorgeslikt en de zaden verlaten het darmkanaal intact. De bittere smaak van de kegels (bij de meeste soorten) is waarschijnlijk een aanpassing tegen voeding door zoogdieren. Het basis chromosoomnummer is x = 11.

## Voorkomen
Jeneverbessoorten komen voornamelijk voor op het noordelijk halfrond. Alleen het verspreidingsgebied van Juniperus procera strekt zich in oostelijk Afrika uit tot 18° zuiderbreedte. Jeneverbessoorten zijn zeer flexibel. Ze gedijen goed in klimaten die variëren van de subarctische toendra tot semi-woestijnen. Bijna alle soorten zijn goed aangepast aan tijden met weinig regen. In berggebieden zijn het vaak de jeneverbessensoorten die nog gedijen aan de boomgrens. De kortbladige jeneverbes die op de Azoren gedijt, is het enige soort naaldhout dat zich heeft kunnen vestigen op een keten van eilanden van vulkanische oorsprong in het midden van de oceaan. De zaden van de voorouders van deze soort kwamen waarschijnlijk in het spijsverteringskanaal van vogels terecht. Ze komen vaak voor op droge bodems (zand, heide, steppe, halfwoestijn).
In veel semi-aride gebieden, zoals het westen van de Verenigde Staten, het noorden van Mexico, Centraal- en Zuidwest-Azië, vormen ze de dominante bosbedekking in grote delen van het landschap. Het subgenus Juniperus is voornamelijk Euraziatisch met een Holarctische soort (Juniperus communis). Het is ook de enige soort van deze onderklasse in Noord-Amerika en Centraal-Europa en de meest voorkomende naaldboomsoort. De onderklasse Caryocedrus is endemisch in Zuidwest-Azië en Zuidoost-Europa. Het subgenus Sabina bewoont bijna alle gebieden die ook van toepassing zijn op het hele geslacht - behalve ten noorden van 50° noorderbreedte in Europa en 60° noorderbreedte in Azië. In zwaar begraasde gebieden is jeneverbes vaak de enige boom die voorkomt vanwege zijn intolerantie voor grazende dieren. De meest voorkomende van de twee soorten jeneverbes in Duitsland, de heide-jeneverbes, was de boom van het jaar 2002.

## Gevaren en beschermende maatregelen
Hoewel de jeneverbessensoorten over het algemeen goed aangepast en ook wijdverspreid zijn, zijn er nog steeds veel soorten die de Internationale Unie voor het behoud van de natuur IUCN op de Rode Lijst van bedreigde soorten heeft staan, maar die ze aanduiden als minste zorg. Van de in totaal 55 vermelde soorten zijn 13 soorten ingedeeld in een gevarencategorie. Dit zijn uitsluitend soorten die inheems zijn in het Caribisch gebied en de Atlantische eilanden van de Azoren en Canarische Eilanden of in Mexico en Guatemala:
- Twee soorten (Bermuda-jeneverbes en Juniperus saxicola) worden als ernstig bedreigd beschouwd.
- Zeven soorten worden vermeld als bedreigd.
- Vier soorten worden vermeld als kwetsbaar.

In veel gevallen zijn de oorzaken van de dreiging aanhoudende ontbossing en overbegrazing. Op de Rode Lijst van Zwitserland staat de jeneverbes Juniperus communis s. str., Juniperus communis subsp. nana als synoniem voor de alpiene jeneverbes of dwergjeneverbes Juniperus communis var. saxatilis en de Sead tree Juniperus sabina vermeld en aangewezen als niet bedreigd. Op Europees niveau, met de Bern Conventie Appendix I van de Raad van Europa, werd de kortbladige jeneverbes of Azorenjeneverbes (Juniperus brevifolia) aangewezen als een strikt beschermde wilde plant. Met de Fauna-Flora-Habitatrichtlijn nr. 92/43/EEG in de geactualiseerde versie van 1 januari 2007 van de Europese Unie (FFH-RL) Bijlage 1, worden beschermde gebieden aangewezen voor de volgende habitattypen waartoe jeneverbessoorten behoren, verplicht:
- Mediterrane kustduinen met jeneverbessensoorten Juniperus spp. – De bescherming van deze habitats is een prioriteit
- Formaties van de jeneverbes Juniperus communis op kalkheide en grasvelden
- Boomvormige hardhouten struiken (matorrals) met jeneverbessensoort Juniperus spp.
- Endemische bossen met jeneverbessensoorten Juniperus spp. – De bescherming van deze habitats wordt als een prioriteit gezien

In de Bondsrepubliek Duitsland wordt de cederjeneverbes Juniperus cedrus als strikt beschermde soort beschermd in de federale verordening inzake de bescherming van soorten (BArtSchV). Op het Noord-Amerikaanse continent noemt de Verenigde Staten acht soorten jeneverbes in verschillende staten als bedreigde soorten die beschermd moeten worden.

## Gebruik

### Sierplant
Veel variëteiten van sommige Juniperus-soorten worden gebruikt als sierplant in tuinen, parken en op begraafplaatsen. Dit zijn meestal elitevormen die vegetatief worden vermeerderd. In Azië zijn jeneverbessoorten al eeuwenlang sierplanten, bijvoorbeeld de Chinese gouden jeneverbes. De verspreiding van jeneverbessensoorten en hun variëteiten als onderhoudsvriendelijke en groenblijvende sierplanten in parken en tuinen heeft geleid tot een toenemende verspreiding van perenroosters. Deze schimmelziekte is afhankelijk van jeneverbes als waardplant, hoewel de inheemse gewone jeneverbes waarschijnlijk minder vatbaar is.  Als gevolg hiervan is de populatie perenbomen aanzienlijk afgenomen.

### Juniper in de geneeskunde
Jeneverbes als thee bevordert de spijsvertering, urine-uitscheiding en is effectief tegen brandend maagzuur. Hij ondersteunt reuma- en jichttherapie. Jeneverbes is echter niet goedgekeurd als diureticum. Het diuretisch effect is te wijten aan de nierirriterende ingrediënten van de dummy-vruchten. Juniper mag daarom alleen worden gebruikt in combinatie met andere diuretica, aangezien het gebruik van jeneverbes als enkelvoudig medicijn anders gemakkelijk kan leiden tot een overdosis en resulterende nierbeschadiging. In de middeleeuwen werden jeneverbessen onder meer gebruikt als ingrediënt in zalven bij de behandeling van gewrichtsaandoeningen.

### Dranken
De bessen zijn een grondstof voor de vervaardiging van sommige alcoholische dranken. In de 17e eeuw mengde Franciscus Sylvius jeneverbessen en alcohol met andere kruiden om een medicijn te vormen dat jenever wordt genoemd. Dit werd later de basis voor de jeneverbessenjenever. De jeneverbessen geven ook sterke dranken zoals Krambambuli, Steinhäger, Borovička en de eerder genoemde jenever hun speciale smaak. Jeneverbessen worden ook gebruikt als smaakstof voor limonades, bijvoorbeeld in wortelbier of in Enbärsdricka in Zweden. Jonge jeneverbesscheuten worden in Scandinavië gebruikt om bier van te maken.

### Broodbeleg
In sommige regio's van Zwitserland wordt een concentraat (sap) gemaakt van jeneverbessen, dat vervolgens samen met glucosestroop, ruwe suiker, water en karamelsuiker wordt verwerkt tot Latwerge smeerpasta. Het recept voor deze spread wordt al lang mondeling doorgegeven. Sinds een paar jaar is latwerge verkrijgbaar bij grote distributeurs en reformwinkels. De kegels van de Syrische jeneverbes worden verzameld door Anatolische bergboeren en gebruikt als een vitamine- en suikerrijke puree genaamd Andiz Pekmezi.

### Gebruik in de keuken
In droge toestand wordt de jeneverbes (Kronwittbirl), ook bekend als krabbes en in sommige gebieden kruidenbessen, vaak gebruikt bij de bereiding van zuurkool, maar ook in verschillende vleesbereidingen (zuurvlees, hertenvlees). Het is ook belangrijk bij de productie van gerookt vlees of vis. De bessen worden geplet en toegevoegd aan de pekelmixen, zowel in de zoutmengsels als in de waterige uithardingshark. De smaak van de jeneverbes bevordert de smaakontwikkeling bij het roken van vlees of vis. In oude recepten vind je informatie als deze: 8–12 jeneverbessen per kilo spek of ham. Het hout van de jeneverbesstruik wordt ook in de vorm van krullen aan de gebruikelijke rookmaaltijd toegevoegd om via de rook op smaak te komen. In oude recepten vindt men vaak dat men Kranewitt-twijgen (jeneverbessentakjes) aan de sintels moet toevoegen om de smaak te verbeteren. Een te hoge dosis bessen of hout leidt tot een zeepachtige smaak.

### Verder gebruik
Jeneverbeshout, takken en bessen worden vaak gebruikt om te roken. Jeneverbesrook wordt beschouwd als reinigend en desinfecterend en werd al in de middeleeuwen gebruikt. Het ruikt erg houtachtig en tegelijkertijd fris; de rookontwikkeling is matig tot hevig. Jeneverbesolie (Oleum iuniperi) is een etherische olie die door destillatie wordt verkregen uit jeneverbessenhout (gewone jeneverbes). Jeneverbes wordt bij het boogschieten gebruikt als zogenaamd booghout, waarbij het hout dan minimaal 2 jaar wordt opgeslagen. Vervolgens wordt de voorbereide stam in vieren gedeeld en vervolgens verder verwerkt. Verder gebruik is meestal als een zogenaamd laminaat om strikken en ledematen te versieren.
De overtuiging dat jeneverbessenwierook het kwaad weghoudt, was gebruikelijk onder Turkse volkeren. Jeremiah Curtin merkte op dat sommige sjamanen in Siberië jeneverbessenwierook gebruikten voordat ze dieren offerden.

## Giftig effect van jeneverbes
Jeneverbessen en naalden bevatten licht giftige etherische oliën, die irritatie kunnen veroorzaken als ze in contact komen met de huid en bij consumptie. In tegenstelling tot de andere jeneverbesplanten zijn van Juniperus communis alleen de bessen giftig. De belangrijkste actieve ingrediënten zijn 0,2–2,9% etherische oliën van alfa-pineen, terpineol, sabineen, myrceen, flavonoïden en andere. Overdosering leidt tot nierpijn, nierfalen, huidirritatie en leverschade. Bovendien worden de activiteit van het hart en de ademhaling verhoogd; krampen kunnen minder vaak voorkomen. Uitwendig wordt de huid rood of blaren. De maximale dosering voor volwassenen is 2 g.

## Ziekten
Peren en Juniperus-soorten (vooral de lage, breedgroeiende soorten) die in elkaars omgeving staan, hebben vaak last van roest. Roest is een schimmel die overwintert op de jeneverbes en in het voorjaar overslaat naar de peer. Roest op peren is gemakkelijk te herkennen aan de bruine vlekken op de bladeren. Roest op een jeneverbes is niet goed herkenbaar. De takken waarop roest overwintert, gaan vaak dood. Tussen de stam en het blad is dan een verdikking zichtbaar waar de roest gezeten heeft.

## Over de jeneverbes van de Bijbel
Maarten Luther vertaalde de struik waaronder de Bijbelse profeet Elia in zijn wanhoop lag te slapen (1 Koningen 19:5) ten onrechte als jeneverbes, die tot en met de herziening van de Lutherbijbel van 1984 werd behouden. Het Hebreeuwse plantengeslacht rotem is een soort gaspeldoorn dat voorkomt in het Midden-Oosten. Alleen in de herziene uitgave van de Lutherbijbel uit 2017 wordt de jeneverbes vervangen door gaspeldoorn. In tegenstelling tot de Lutherbijbel noemde de Duitse vertaling van de Bijbel door Ludwig Philippson het geslacht gaspeldoorn al in 1848. Vanwege de dominantie van de Lutherbijbel is de jeneverbes echter de culturele geschiedenis ingegaan, zoals b.v. in het oratorium Elias van Felix Mendelssohn Bartholdy, waarin een recitatief de titel heeft: "Kijk, hij slaapt onder de jeneverbes". In haar gedicht Immer Noch Mitternacht, gepubliceerd in 1957, verbond Nelly Sachs Elia ook met de jeneverbes en niet met de gaspeldoorn: "Dus Elia; als een bos met gescheurde wortels/het rees onder de jeneverbes".

## Soorten
- sectie Juniperus
  - Jeneverbes (Juniperus communis)
    - Juniperus communis subsp. alpina

  - Stekelige jeneverbes (Juniperus oxycedrus)
    - Juniperus oxycedrus subsp. macrocarpa

  - Juniperus brevifolia
  - Juniperus cedrus
  - Juniperus conferta
  - Juniperus drupacea
  - Juniperus formosana
  - Juniperus luchuensis
  - Heilige jeneverbes (Juniperus rigida)
- sectie Sabina (door sommige auteurs onderscheiden)
  - Juniperus angosturana
  - Juniperus ashei
  - Juniperus barbadensis
  - Juniperus bermudiana
  - Juniperus blancoi
  - Juniperus californica
  - Chinese jeneverbes (Juniperus chinensis)
    - Juniperus chinensis var. sargentii

  - Juniperus coahuilensis
  - Juniperus comitana
  - Juniperus convallium
  - Juniperus deppeana
  - Juniperus durangensis
  - Griekse jeneverbes (Juniperus excelsa)
    - Juniperus excelsa subsp. polycarpos

  - Juniperus flaccida
  - Juniperus foetidissima
  - Juniperus gamboana
  - Juniperus gaussenii
  - Juniperus horizontalis
  - Juniperus indica
  - Juniperus jaliscana
  - Juniperus komarovii
  - Juniperus monosperma
  - Juniperus monticola
  - Juniperus occidentalis
    - Juniperus occidentalis subsp. australis

  - Juniperus osteosperma
  - Juniperus phoenicea
  - Juniperus pinchotii
  - Juniperus procera
  - Juniperus procumbens
  - Juniperus pseudosabina
  - Juniperus recurva
    - Juniperus recurva var. coxii

  - Juniperus sabina
    - Juniperus sabina var. davurica

  - Juniperus saltillensis
  - Juniperus saltuaria
  - Juniperus scopulorum
  - Juniperus semiglobosa
  - Juniperus squamata
  - Juniperus standleyi
  - Juniperus thurifera
  - Juniperus tibetica
  - Juniperus virginiana